# Chirocephalus ludmilae
Chirocephalus ludmilae är en kräftdjursart som beskrevs av Vekhoff 1992. Chirocephalus ludmilae ingår i släktet Chirocephalus och familjen Chirocephalidae. Inga underarter finns listade i Catalogue of Life.